# Mietshäuser Syndikat
Mietshäuser Syndikat (traducido al español: sindicato de casas de alquiler) es una sociedad de inversión única en Alemania para la adquisición conjunta de viviendas y organizada de forma cooperativa y no comercial, con el objetivo de crear viviendas y espacio para iniciativas asequibles a largo plazo. En 2017 participó en 127 proyectos de viviendas en Alemania, incluyendo 17 en Friburgo de Brisgovia, ciudad en la que fue fundada en el año 1992, 22 en Berlín y Potsdam y 11 en Leipzig. También tiene proyectos de viviendas en Francia, en los Países Bajos y Austria.

## Concepto
El Syndikat participa en proyectos inmobiliarios de Alemania, para retirar las viviendas del mercado, lo que significa que no podrán ser revendidas. Al mismo tiempo el Syndikat apoya la transferencia solidaria entre proyectos con muchos recursos financieros y otros con pocos. Se parte de la experiencia que normalmente los recursos de capital propio en grupos jóvenes y heterogéneos son muy escasos, pero tienen la capacidad fiable y permanente de devolver las deudas. Además son capaces de pagar unas cuotas solidarias que lentamente están aumentando a través del pago de alquiler.
La participación en ese proceso solidario de redistribución es precondición para ser aceptado como miembro en el Syndikat.
El Syndikat apoya y asesora a los proyectos en materia de financiación y cuestiones jurídicas, pero el mismo no da ningún capital. El Syndikat se ve a sí mismo como una red de trabajo democrático de base con nodos en toda Alemania. Un instrumento importante es un "Fondo de Solidaridad" gestionado comunitariamente, que ascendió a 220.000 euros en 2015.
Las casas en cuestión, a menudo proyectos de vivienda, no son propiedad del Syndikat, sino de su propia sociedad (de responsabilidad) limitada, en la que están representadas la asociación respectiva y el Syndikat. El título de propiedad del inmueble pertenece a la GmbH (S.L.). Los derechos de voto se estipulan en el contrato GmbH y no están vinculados al importe de las acciones como es habitual. Los usuarios gestionan su propiedad de forma independiente a través de la asociación. La asociación y el Syndikat tienen la misma cantidad de votos en la GmbH, de modo que las ventas o la conversión/privatización sólo son posibles de común acuerdo y por lo tanto, el Syndikat la puede evitar. Decisiones como la asignación de viviendas, el diseño, la financiación y el alquiler competen en el contexto de la eficiencia económica exclusivamente a la asociación de los usuarios, es decir, a las personas que viven en ella. El Syndikat GmbH es a su vez propiedad de todas las asociaciones locales. El órgano supremo es la Asamblea General, que se celebra cuatro veces al año.
El Syndikat tiene sus orígenes en el movimiento cooperativo y políticamente izquierdista y trata de anclar en la realidad los objetivos del movimiento de los ocupas ilegales, los hallazgos sociológicos y urbanísticos desde la década de 1960, así como los enfoques para el manejo socialmente aceptable y ecológico del dinero y de terrenos independiente de la gran banca y del estado.
El "terreno de Grether" de Friburgo, un complejo con 100 residentes, centros de información como Strandcafe (Cafe de la playa) y Radio Dreyeckland en el terreno de la antigua empresa Grether & Cie. es la sede de la coordinación central.